# Огист Шарл Траније
Огист Шарл Траније  (Тулуз 1862—1931) био је француски генерал учесник колонијалних ратова у Алжиру и Првог светског рата.

## Живот и каријера
Рођен је у Тулузу, где се школовао до ступања у Политехничку школу 1882. године. Године 1884. је ступио у Артиљеријску апликациону школу, а потом је завршио Војну академију. По завршетку школовања произведен је у чин артиљеријског потпоручника.
Учествовао је у колонијалним ратовима у Алжиру, а за време Првог светског рата у Верденској бици и Солунском фронту.
Док је био на Солунском фронту, командовао је 22. бригадом колонијалне пешадије, са којом је за време пробоја фронта ратовао на левом крилу савезничке војске. При крају Првог светског рата произведен је у чин бригадног генерала у јуну 1918. године.

### На солунском фронту и окупираној Србији
Генерал Траније је имао педесет шест година, када је на челу француске војске, командовао трупама на солунском фронту, које су нападом на висове северно од Црне реке осигурале надирање српске војске на север балканског полуострва. У тим борбама по паду Прилепа пресекао је последњу одступницу 11. немачкој армији.
У каснијем напредовању  његов одред, ојачан једном грчком дивизијом, био је претходница француске војске на њеном правцу наступања у Србији и ослободилачком походу српске и француске војске. Након херојског пробоја Солунског фронта 15. септембра 1918. године праћен војницима Прве српске армије, генерал Траније је ушао у Прилеп, затим продужио према Скопљу.
После пробијања Солунског фронта, на левом крилу српске војске савезничка Врховна команда је формирала одред у јачини средње дивизије, под командом генерала Шарла Транијеа, чији је задатак био да у наставку операција штити бок српских армија које су се налазиле на централном делу бојишта. После једног изненадног напада, трупе генерала Транијеа ушле су у Скопље 29. септембра. У Скопљу је 1. октобра француском генералу приређен свечани дочек, након што су се предале четири бугарске дивизије.
Напредујући даље ка северу Србије, јединице генерала Транијеа су 10. октобра ушле у Приштину, где је генерал остао да командује својим јединицама наредних тринаест дана, у ишчекивању спајања са армијом Степе Степановића, коме је град био предат 21. октобра. Тога дана по наређењу врховне савезничке команде, одред генерала Транијеа престао је да прати Прву српску армију, која је самостално наставила своје напредовање ка северу и ослободила Прокупље (12. октобра).
Потом су Транијеове трупе заједно са српским устаницима (комитама), међу којима су били одреди Косте Миловановића Пећанца, ослобађале области Косова, Метохије и Рашке.
Генерал Траније је 23. октобра са својим јединицама напустио Приштину и кренуо ка селу Преполцу идући  25 км пешице због лошег пута. По доласку у село Косаницу Траније је оово записао:
„Људи су страховито патили... Окупација је била тешка: реквизиција, пљачке и егзекуције, жене су биле вешане као и људи. На путу се срећу људи у ритама, а деца готово гола.“ 
Увече 23. октобра, Траније је стигао у Куршумлију где је срдачно дочекан и смешетен у једну кућу у вароши као и остали официри његове јединице. Сутрадан, 24. октобра генерал је са војском кренуо за Прокупље, у коме је свечано дочекан од стране делегације на челу са председником општине и управником окружне медицинске службе који је говорио француски и другим грађанима.
Из Прокупља српска и француска војска предвођена генералом Транијеом преко Бубња са 2. пуком стиже до железничке станице у Нишу и наставља да гони разбијене остатке немачке одбране преко Нишаве до Чамурлије, a са 1. пук прелази Нишаву и гони непријатеља преко Пантелеја према Винику. За време уличних борби 12. октобра придружују им се и грађани Ниша.
Свечани дочек француских и српских трупа организован је у Нишу тринаест дана после ослобођења града, 25. октобра 1918. године. Сутрадан је приређен свечани банкет на коме је присуствовао владика нишки Доситеј који се вратио из трогодишњег заробљеништва у Бугарској. После три дана боравка у Нишу, трупе генерала Транијеа наставиле су поход ка Алексинцу.
Овај поход француске војске у коме је учествовао и генерал Траније данас се сматра једним од темељних елемената на којима се до данас заснива традиционално пријатељство између Србије и Француске.

## Признања
Генерал Шарл Траније добитник је Карађорђеве звезде, а град Прокупље прогласио га је 1918. године првим почасним грађанином.